# La Ligne verte (film)
Pour le roman, voir La Ligne verte (roman).
Pour plus de détails, voir Fiche technique et Distribution.
La Ligne verte (The Green Mile) est un film américain écrit et réalisé par Frank Darabont, sorti en 1999.
Il s'agit d'une adaptation cinématographique du roman-feuilleton du même nom de Stephen King.

## Synopsis
En 1996, le vieux Paul Edgecomb, l'ancien gardien-chef d'un pénitencier en Louisiane dans les années 1930, entreprend d'écrire ses mémoires. Il revient sur l'affaire John Coffey — ce grand Noir au regard absent, condamné à mort pour le viol et le meurtre, en mai 1935, de deux fillettes — qui défraya la chronique de l'époque.
Le pénitencier où se déroule l'action s'appelle le Cold Mountain. Paul, âgé à l'époque d'une quarantaine d'années, travaille dans le Bloc E où les condamnés à la chaise électrique passent leurs derniers jours. Le bloc en question est surnommé la « Ligne verte », en référence à la couleur du sol du couloir qui conduit les condamnés à la salle d'exécution.
Le jour d'arrivée de John Coffey, à la mi-juin 1935, les gardiens sont surpris par la taille du colosse, mais ils sont aussi impressionnés qu'au fond de lui se cache une âme enfantine d'une extrême candeur. L'exécution de Coffey est prévue pour le 10 juillet.
Paul Edgecomb tient à ce que les prisonniers jouissent d'un environnement paisible et humain avant leur exécution. Percy Wetmore, nouveau gardien sous les ordres de Paul, perturbe malgré tout cette organisation bien huilée en faisant preuve de cruauté et de perversité envers les détenus. Pour passer ses nerfs, il frappe par exemple sauvagement son prisonnier souffre-douleur Édouard Delacroix et lui casse trois doigts. Mais ni Paul ni Hal Moores, le directeur du pénitencier, ne peuvent agir contre lui car il est « protégé » par sa famille, en particulier par sa tante dont le mari est le gouverneur de Louisiane.
Une souris fait son apparition peu de temps après l'arrivée de John Coffey : elle sera désormais considérée par les gardiens comme un nouveau surveillant, que les surveillants au Bloc E apprécieront beaucoup. Après que Percy Wetmore a rencontré la souris et a voulu l'écraser (la souris a tout de même réussi à échapper à son dangereux ennemi), les gardiens pensent ne jamais la revoir, croyant qu'elle a été effrayée par ce qu'a fait Percy Wetmore, mais les gardiens se trompent. Juste après l'exécution d'Arlen Bitterbuck à la chaise électrique, la souris refait son apparition entre les bras du prisonnier Édouard Delacroix, qui la considère à présent comme son animal de compagnie et la nomme Mister Jingle.
Paul et son équipe vont chercher un prisonnier particulièrement dangereux, William Wharton — qui se surnomme lui-même Billy the Kid —, condamné à la peine de mort pour le meurtre de trois personnes, dont une femme enceinte, dans un braquage. Quand ils le prennent en charge, William semble dans un état léthargique, probablement drogué par une forte dose de calmants. En réalité, il simule et, en arrivant dans le bloc E, il se jette sournoisement sur le gardien Dean Stanton pour l'étrangler. Alors que Percy pourrait maîtriser William Wharton, il ne fait rien, de toute évidence tétanisé par sa lâcheté. Heureusement, les autres gardiens font preuve de plus de sang-froid et réussissent finalement à délivrer leur collègue et à maîtriser le nouveau venu grâce à Brutus Howell, dit « Brutal ».
Hal, ami intime de Paul, lui apprend que sa femme a une tumeur cérébrale inopérable. Paul souffre quant à lui d'une infection urinaire qui, non seulement le fait terriblement souffrir, mais en plus met à mal sa vie sexuelle avec sa femme. Un jour, John le soigne d'une manière miraculeuse : il l'empoigne violemment à travers les barreaux et pose sa main sur son entrejambe, puis régurgite le « mal » sous forme d'une étrange nuée de moucherons noirs. Paul va ensuite aux toilettes et est enchanté de voir qu'il peut de nouveau uriner normalement. John lui explique qu'il a ce don depuis tout petit et qu'il ne sait pas d'où ce don pourrait venir.
William attrape également Percy, profitant que celui-ci passe trop près des barreaux de sa cellule, et le menace de viol. Percy a tellement peur qu'il en mouille son pantalon sous le regard éberlué de ses collègues. Après l'intervention de Paul, profitant de sa position grâce à ses relations, Percy les menace alors de tous les faire renvoyer s'ils ébruitent ce qu'il s'est passé.
Percy tente un jour d'écraser la souris Mister Jingle mais John ressuscite l'animal, faisant preuve une seconde fois de ses pouvoirs surnaturels. Paul fait ensuite jurer à Percy de demander sa mutation à l'hôpital psychiatrique de Briar Ridge dans un poste administratif. Percy accepte si Paul le laisse diriger la prochaine exécution.
Lors de l'exécution de Delacroix, Percy prend donc les commandes. Poussé par sa méchanceté perverse, alors qu'il sait pertinemment que l'éponge qu'on pose habituellement sur le crâne des condamnés doit obligatoirement être mouillée, afin que la décharge électrique aille directement au cerveau et les tue le plus rapidement possible, il s'abstient de mouiller l'éponge. Delacroix meurt finalement brûlé, en prenant feu dans sa cagoule carbonisée, après de trop longues minutes d'une torture inhumaine provoquant la peur et l'indignation des témoins de l'exécution, la haine de tous ses collègues et l'immense douleur de John (qui, du fait de ses pouvoirs, a ressenti toute la douleur de Delacroix). Peu après l'exécution de Delacroix, Percy, qui ment en prétendant d'un air sarcastique et faussement navré « qu'il ne savait pas qu'il fallait mouiller l'éponge », est sommé d'aller à Briar Ridge au plus vite, recevant au passage un coup de poing dans la figure par Brutal.
La maladie de la femme de Hal mettant en péril de plus en plus sévèrement sa vie, Paul a l'idée d'utiliser les pouvoirs de John Coffey pour la soigner. Paul, aidé par ses collègues qu'il a convaincus de l'innocence de Coffey, entreprend alors d'emmener John de nuit dans la maison de leur patron, au chevet de la femme de Hal. Avant de partir, il prend deux précautions : endormir William avec de la drogue forte et enfermer Percy (qui refuse toujours d'aller à Briar Ridge) dans la cellule de contention — tout en l'ayant d'abord sanglé dans une camisole de force et bâillonné — pour l'empêcher d'aller dénoncer Paul et les autres d'avoir libéré un condamné à mort et pour ce qu'il a fait subir à Delacroix.
Après tout cela, John, avec l'aide des gardiens, réussit à sortir de prison et à être emmené jusqu'au chevet de Melinda. John guérit Melinda Moores sous les yeux de son mari, mais cette fois il ne recrache pas le « mal ». En effet, juste avant cette expédition, Wharton a attrapé John par le bras à travers ses barreaux et ce contact a permis à Coffey d'avoir la révélation suivante : Wharton est coupable du double viol et assassinat pour lequel lui-même, Coffey, a été condamné (John avait été trouvé avec les corps sans vie des deux petites filles dans ses bras parce qu'il avait essayé d'utiliser son pouvoir pour les sauver). Ayant conservé en lui le « mal » de la femme de Hal Moores, John le transmet à Percy après son retour en prison. Percy perd alors totalement la tête et abat sauvagement Wharton de plusieurs balles de son arme de service. Maîtrisé par ses collègues, Percy finit par recracher le « mal » mais ne s'en remettra pas : il restera toute sa vie dans un état catatonique et finira à l'hôpital psychiatrique de Briar Ridge, non pas en tant qu'employé, comme prévu après l'exécution de Delacroix, mais en tant que patient, comme Wharton avant lui, étant finalement puni pour sa méchanceté.
Paul ne peut se résoudre à l'idée d'exécuter John, qu'il sait dorénavant innocent, de manière indubitable, et qu'il considère comme le fils de Dieu de par les miracles qu'il peut faire. Il est hanté par l'idée du jugement dernier, le jour au cours duquel il devra rendre compte de ses propres actes. La veille de l'exécution, Paul et ses collègues demandent donc à John s'il veut qu'ils le fassent évader. Mais John refuse. Il déclare ressentir la haine de l'humanité, qui lui provoque des effets semblables à « des bourdonnements d'abeilles » ou des « bouts de verre dans la tête », ce qui lui procure une souffrance physique et morale atroce. Il pense que seule la mort peut le délivrer de ces maux. Brutal lui demande quand même ce qu'il voudrait qu'on fasse pour lui avant son exécution : John demande à voir un film car il n'en a jamais vu auparavant. Paul et les gardiens l'emmènent donc dans une salle de cinéma pour aller voir le film Top Hat, un grand film de 1935. Ça sera le dernier grand moment pour Paul avec John.
Sur la chaise électrique, John refuse la cagoule que l'on pose sur la tête des condamnés car il a peur du noir. Paul accepte cette dernière volonté et lui serre une dernière fois la main (celui-ci lui dit d'ailleurs par télépathie que « c'est comme ça partout dans le monde »). Tous les gardes ont les larmes aux yeux quand John quitte ce monde. Paul et ses collègues du bloc E n'accepteront plus jamais de tenir le rôle de bourreau. Paul et Brutal démissionnent et demandent leur mutation dans une maison pour jeunes délinquants, préférant dorénavant éduquer les enfants plutôt que d'avoir à les exécuter une fois devenus criminels.
Paul a maintenant 108 ans et est toujours en excellente santé — ce qui est présenté comme un effet secondaire du contact avec John Coffey — et vit dans la maison de retraite Pines Georgia où il se lie d'amitié avec une patiente du nom d'Elaine. Un jour, Paul décide de lui en apprendre plus sur sa vie. Il l'emmène dans une cabane perdue dans les bois et lui montre Mister Jingle, qui est encore vivant lui aussi, la souris étant restée nichée dans une boîte de cigares pendant plus de 60 ans.
Paul : « Si la souris a pu vivre aussi longtemps, combien d'années faudra-t-il que j'attende ? Nous sommes tous promis à la mort, tous sans exception, mais pour certains, parfois, la Ligne verte semble bien longue. »
Paul n'a plus qu'à patienter que son heure vienne, tout en se demandant combien de temps il peut encore vivre.

## Fiche technique
- Titre original : The Green Mile
- Titre français et québécois : La Ligne verte
- Réalisation : Frank Darabont
- Scénario : Frank Darabont, d'après le roman-feuilleton La Ligne verte de Stephen King
- Photographie : David Tattersall
- Montage : Richard Francis-Bruce
- Musique : Thomas Newman
- Son : Willie D. Burton
- Direction artistique : William Cruse
- Décors : Terence Marsh
- Costumes : Karyn Wagner
- Casting : Mali Finn
- Production : Frank Darabont et David Valdes
- Sociétés de production : Castle Rock Entertainment, Darkwood Productions et Warner Bros.
- Sociétés de distribution : Warner Bros., United International Pictures (UIP)
- Budget : 60 000 000 $[1]
- Pays de production :  États-Unis
- Langues : anglais, français
- Format : couleur — 35 mm — 1,85:1 — son Dolby
- Genre : drame, policier, fantastique
- Durée : 188 minutes
- Dates de sortie :
  - États-Unis, Canada : 10 décembre 1999
  - France, Belgique : 1er mars 2000
- Classification :
  - France : interdit aux moins de 12 ans

## Distribution
- Tom Hanks (VF : Jean-Philippe Puymartin ; VQ : Alain Zouvi) : Paul Edgecomb, le gardien-chef
- Michael Clarke Duncan (VF : Peter King ; VQ : Victor Désy) : John Coffey (Caffey en VF), le détenu doté de facultés inexpliquées.
- David Morse (VF : Loïc Houdré ; VQ : Benoît Rousseau) : Brutus « Brutal » Howell, l'adjoint du gardien
- Bonnie Hunt (VF : Nathalie Juvet ; VQ : Marie-Andrée Corneille) : Jan Edgecomb, la femme de Paul Edgecomb
- James Cromwell (VF : Claude Lévêque ; VQ : Claude Préfontaine) : Hal Moores, le directeur du pénitencier
- Michael Jeter (VF : Gilbert Beugniot ; VQ : François Sasseville) : Édouard Delacroix, le détenu à la souris
- Graham Greene (VF : François Siener ; VQ : Jean-Marie Moncelet) : Arlen Bitterbuck, le détenu indien
- Doug Hutchison (VF : Martin Amic ; VQ : Martin Watier) : Percy Wetmore, le gardien sadique
- Sam Rockwell (VF : Pierre-Olivier Mornas ; VQ : Gilbert Lachance) : William « Billy the Kid » Wharton, le détenu violent
- Barry Pepper (VF : Rémi Bichet ; VQ : Daniel Picard) : Dean Stanton, le troisième gardien, plus jeune
- Jeffrey DeMunn (VF : Christophe Odent ; VQ : Yvon Thiboutot) : Harry Terwilliger, le quatrième gardien, plus âgé
- Patricia Clarkson (VF : Francine Bergé) : Melinda Moores, la femme du directeur, atteinte d'une tumeur au cerveau
- Harry Dean Stanton (VF : Dominique Collignon-Maurin ; VQ : André Montmorency) : Toot-Toot, le concierge, testeur de la chaise électrique
- Dabbs Greer (VF : Maurice Chevit ; VQ : Hubert Fielden) : Paul Edgecomb (âgé)
- Eve Brent (VF : Martine Sarcey ; VQ : Françoise Faucher) : Elaine Connelly, la vieille dame de la maison de retraite
- Christopher Ives : Howie Detterick
- Paula Malcomson : Marjorie Detterick
- Gary Sinise (VF : Philippe Crubézy ; VQ : Jean-Luc Montminy) : Burt Hammersmith, l'avocat
- Bill McKinney (VF : Jean O'Cottrell ; VQ : Aubert Pallascio) : Jack Van Hay, l'électricien d'État
- William Sadler (VF : Pierre Baux ; VQ : Jacques Lavallée) : Klaus Detterick

Sources et légende : Version française (VF) sur AlloDoublage. Version québécoise (VQ) sur Doublage Québec

## Production

### Genèse et développement
Le projet de La Ligne verte naît d'une conversation téléphonique entre Stephen King et Frank Darabont qui avaient déjà collaboré ensemble sur Les Évadés. L'auteur raconte l'histoire, très brève sur le moment, au réalisateur qui se montre immédiatement intéressé. Mais Stephen King doit d'abord écrire l'histoire. Prenant exemple sur les séries de Charles Dickens, King décide de publier La Ligne verte en six épisodes. En découvrant le premier épisode, intitulé The Two Dead Girls (Deux petites filles mortes en français), Frank Darabont est conquis et commence à plancher sur le scénario. Mais il doit attendre de lire les autres livres que Stephen King écrit au fur et à mesure. En tout, Frank Darabont passe huit semaines à écrire le script.
Bien que peu d'éléments soient supprimés, le scénario présente des différences par rapport au roman :
- Dans le livre, l'histoire se déroule en 1932 ; dans le film, cela se passe en 1935[4].
- Les noms des prisonniers diffèrent parfois.
- Le moment où John Coffey soigne l'infection urinaire de Paul Edgecomb : dans le livre, John demande à Paul de venir dans sa cellule s'asseoir et Paul le fait ; dans le film John attrape Paul et le plaque contre les barreaux de sa cellule.
- Dans le livre, Burt Hammersmith est un journaliste qui a couvert le procès de John Coffey ; dans le film, il est son avocat (probablement commis d'office)[4].
- Dans le livre, Paul enquête sur le cas de John Coffey et y découvre de nombreux faits prouvant son innocence.
- Le moment où Percy Wetmore tue de plusieurs balles William Wharton : dans le livre, il est dit que Wharton est allongé sur son lit, endormi à cause des puissants somnifères donnés quelques heures plus tôt par Paul ; dans le film, celui-ci a une conversation avec Percy avant qu'il ne le tue.
- Dans le livre, John Coffey demande en guise de dernier repas un pain de viande avec de la sauce, de la purée, des gombos et une tarte aux pêches préparée par Jan Edgecomb, la femme de Paul ; dans le film, il demande un pain de maïs préparé par Jan Edgecomb à la place de la tarte aux pêches. Dans la version française du film, il demande un bon ragoût à la place du pain de viande[4].
- Dans le film, Brutus Howell et Paul Edgecomb sont avec John Coffey quand celui-ci annonce son envie de mourir. Dans le livre, c'est Paul Edgecomb qui l'annonce à Brutus Howell.
- Dans le film, Paul Edgecomb dit à sa femme qu'il a fait des choses dont il n'est pas fier, mais qu'il a peur d'aller en enfer s'il tue John. Dans le livre, c'est Brutus Howell qui tient presque le même discours à Paul.
- La scène où John Coffey regarde un film n'est pas présente dans le livre[4].
- Dans le film, Paul Edgecomb dirige l'exécution de John, mais ne parvient pas à donner l'ordre, au point que Brutus doit l'y contraindre. Dans le livre, c'est exactement l'inverse, avec cette différence que Paul finit par donner l'ordre vu le silence de Brutus.
- Dans le livre, Paul a 104 ans lorsqu'il raconte son histoire à Elaine. Dans le film, il en a 108[4].
- La fin est également différente (le livre contient des informations supplémentaires sur la vie de Paul avant la maison de retraite, et une scène concernant Mister Jingle vieillissant).

### Choix des interprètes
Dès l'écriture du scénario, Frank Darabont pense directement à Tom Hanks pour incarner le gardien-chef Paul Edgecomb, jugeant que le personnage est parfait pour l'acteur.
Le rôle de John Coffey est à l'inverse plus difficile à trouver lorsque Frank Darabont reçoit un appel de Bruce Willis qui lui propose alors Michael Clarke Duncan avec qui il vient de tourner Armageddon. Pour préparer son rôle, Duncan suit des séances de coaching pour donner à Coffey l'âme d'un enfant de 5 ans.
Découvert à la télévision pour son rôle inquiétant d'Eugene Tooms dans deux épisodes de la série X-Files : Aux frontières du réel, Doug Hutchison obtient ici son premier rôle important avec celui du sadique Percy Wetmore.
Tom Hanks retrouve Gary Sinise, après avoir joué avec lui dans Forrest Gump puis Apollo 13, mais aussi Barry Pepper après Il faut sauver le soldat Ryan.
Pas moins de quinze souris ont été utilisées pour donner vie à Mister Jingle dans le film. Dressées par le coach animalier Boone Narr, chaque spécimen possède sa caractéristique : une pour courir ; une pour tenir la bobine ; une pour s'arrêter au pied d'un personnage ; une pour longer les bras d'Edouard Delacroix d'une main à l'autre ; une pour attraper la nourriture... L'une d'elles a dû subir des maquillages pour incarner Mister Jingle âgé à la fin du film.
À l'origine, Tom Hanks devait également assurer les scènes de Paul Edgecomb centenaire. Bien que les essais maquillage fussent concluants, l'acteur ne se sentait pas à l'aise en devant jouer en présence de véritables personnes âgées. Finalement le rôle est confié à l'acteur Dabbs Greer, âgé en réalité de 81 ans. Ce sera son tout dernier film avant son décès en 2007.

### Tournage
Le film est tourné de juillet à décembre 1998. La plupart des extérieurs sont filmés dans le Tennessee, notamment à Shelbyville, Buffalo Valley (en) ou encore à Columbia. D'autres séquences sont filmées en Caroline du Nord, entre autres dans les montagnes Blue Ridge.
La façade de la prison du film est celle de l'ancienne prison d'État du Tennessee située à Nashville qui fut autrefois un choix rejeté par Frank Darabont et le producteur David Valdes pour Les Évadés.
Si le tournage se déroule bien dans l'ensemble, Frank Darabont rencontre de petits soucis techniques : Alors que la ligne verte est construite avec du Linoleum, des opérateurs caméra se mettent à visser leur matériel sur cette ligne. Ne souhaitant pas l'abîmer, Darabont demande à ce qu'elle soit réparée puis repeinte. Finalement les cadreurs trouvent la solution en utilisant des sacs de sable.
De son côté, Michael Clarke Duncan parvient difficilement à jouer la scène où Coffey hurle en serrant les deux filles mortes dans ses bras avant d'être découvert par une cinquantaine d'hommes (dont le père des deux fillettes). L'acteur était réellement effrayé par les figurants armés de fusils.
Pour dégager une réelle amitié entre son personnage et Mister Jingle, Michael Jeter (Edouard Delacroix) passe beaucoup de temps à s'entraîner avec les souris afin de parfaire son jeu devant la caméra. À l'inverse, les autres acteurs ne sont pas très à l'aise chaque fois qu'ils doivent prendre les souris dans leurs mains. En effet celles-ci n'arrêtent pas de faire leurs besoins naturels, particulièrement dans les mains de Michael Clarke Duncan où chacune urinait.
Lorsque Sam Rockwell joue la scène où Wharton emmène les deux petites filles en les menaçant, l'une des figurantes a fondu en larmes, apeurée par le jeu de l'acteur. Celui-ci a dû la rassurer une fois la prise coupée.
Enfin l'actrice Patricia Clarkson, qui joue le rôle de Melinda Moores, est très frustrée de devoir rester allongée dans le lit le temps de ses prises pour simuler une agonie.

### Effets visuels
Malgré sa grande taille (1,96 m), Michael Clarke Duncan ne paraît pas suffisamment imposant pour le personnage de John Coffey qui mesure 2,13 m. Outre quelques angles de caméra bien précis, l'acteur joue la plupart de ses prises sur des estrades dont une longeant entièrement la ligne verte pour l'arrivée de Coffey dans sa cellule. Pour la séquence de la découverte de Coffey serrant les corps des deux fillettes, des mannequins à format réduit sont construits pour créer une impression d'immensité du personnage. Il en est de même pour la chaise électrique dont un format réduit est construit pour l'exécution de Coffey.
Le passage où Mister Jingle fait rouler la bobine était irréalisable avec la souris seule. De ce fait, la bobine est reliée à un chariot de travelling puis roulée en avant. La souris crée l'illusion en tentant en fait de passer par-dessus.
Le plan où Mister Jingle court puis se fait écraser par le pied de Percy (un passage qui suscite la polémique auprès du public) est en fait réalisé en deux plans joints. S'il s'agît d'une vraie souris qui court, elle est remplacée numériquement par une souris en caoutchouc au moment de passer sous le pied du gardien.
Les séquences où Coffey crache des insectes a été un vrai défi. Réalisés par Industrial Light & Magic (compagnie d'effets spéciaux créée par George Lucas), les insectes sont de vagues formes géométriques qui finissent par disparaître sur l'image. La seconde crachée de Coffey (après avoir ramené Mister Jingle à la vie) a été réalisée en deux plans reliés numériquement, la caméra ne pouvant traverser les barreaux de la cellule.
Pour l'exécution spectaculaire d'Edouard Delacroix, un mannequin en fibre de verre est conçu avec des câbles reliés aux articulations. Ainsi la scène est filmée en deux temps : Michael Jeter assure lui-même les premiers plans puis est remplacé par le mannequin à partir du moment où le personnage prend feu.

## Accueil

### Accueil critique
Il a reçu un accueil critique favorable, recueillant 80 % de critiques positives, avec une note moyenne de 6,8⁄10 et sur la base de 132 critiques collectées, sur le site internet Rotten Tomatoes. Il obtient un score de 61⁄100, sur la base de 36 critiques, sur Metacritic. En France, les critiques ont été plus mitigées. Côté positif, Le Figaroscope évoque « un plaidoyer pour l'amour et la compréhension des autres », L'Écran fantastique « une étonnante chronique humaniste », Le Parisien souligne « l'excellence de l'interprétation », et Le Nouvel Observateur que « l'émotion est au rendez-vous ». Côté négatif, les Cahiers du cinéma trouvent le film « écœurant au plus haut point », Première évoque « une fable christique qui s'avère longuement ridicule » et Télérama regrette que le réalisateur ne remette jamais en question la peine de mort. En France, il a une bonne appréciation sur le site spécialisé Allociné, qu'il a toujours dans les années 2020, lorsqu'il est deuxième du classement des 300 meilleurs films de tous les temps selon les avis des téléspectateurs sur la base cette fois de 66 910 avis collectés, derrière Forrest Gump et La liste de Schindler, et devant 12 hommes en colère, Le Parrain, Les évadés, Le Seigneur des anneaux : Le Retour du roi, Le Roi lion, Vol au-dessus d'un nid de coucou et The Dark Knight, Le Chevalier Noir.
Le film figure dans le Top 250 du classement des meilleurs films de l'Internet Movie Database, basé sur les votes du public, avec une note moyenne de 8,4⁄10. En 2008, le magazine Empire l'a classé à la 331e place dans sa liste des 500 meilleurs films de tous les temps. Le film est d'ailleurs 2e dans la liste des meilleurs films de tous les temps selon les spectateurs sur Allociné.

### Box-office
Le film a rapporté 286 801 374 $ au box-office mondial (dont 136 801 374 aux États-Unis), ce qui en faisait jusqu'à la sortie de Ça le plus grand succès commercial d'un film adapté d'une œuvre de Stephen King. Il a attiré dans les salles de cinéma 1 714 080 spectateurs en France, 313 321 en Belgique et 279 969 en Suisse.
| Pays ou région    | Box-office        | Date d'arrêt du box-office | Nombre de semaines |
| ----------------- | ----------------- | -------------------------- | ------------------ |
| États-Unis Canada | 136 801 374 $     | 7 mai 2000                 | 22                 |
| France            | 1 714 080 entrées | -                          | -                  |
| Total mondial     | 286 801 374 $     | -                          | -                  |

## Distinctions
Sauf mention contraire, cette liste provient d'informations de l'Internet Movie Database.

### Récompenses
- Saturn Awards :
  - Meilleur film d'action/aventures/thriller
  - Meilleur second rôle masculin (Michael Clarke Duncan)
  - Meilleur second rôle féminin (Patricia Clarkson).
- Critics Choice Awards :
  - Meilleur scénario adapté
  - Meilleur second rôle masculin (Michael Clarke Duncan).
- People's Choice Awards :
  - Meilleur film
- Prix du film Mainichi :
- Prix des lecteurs du meilleur film étranger

### Nominations
- 72e cérémonie des Oscars :
  - Oscar du meilleur acteur dans un second rôle pour Michael Clarke Duncan
  - Oscar du meilleur film
  - Oscar du meilleur scénario adapté
  - Oscar du meilleur mixage de son
- 57e cérémonie des Golden Globes :
  - Golden Globe du meilleur acteur dans un second rôle pour Michael Clarke Duncan.
- Saturn Awards :
  - Meilleur réalisateur pour Frank Darabont
  - Meilleure musique pour Thomas Newman
- Satellite Award :
  - Meilleur second rôle masculin (Doug Hutchison)
- Critics Choice Awards :
  - Meilleur film
- Awards of the Japanese Academy :
  - Meilleur film étranger

## Analyse

### Morale
La Ligne verte décrit un univers étouffant et brutal où la défiance est la règle. Personne ne sort indemne de cette prison coupée du monde. Aux frontières du film noir, fantastique et traumatisant, ce film est aussi une brillante réflexion sur la peine de mort. Ce film, issu d'un roman-feuilleton de Stephen King édité en 1996, est différent de ses habituelles incursions dans l'horreur. Le film est régulièrement reconnu comme terriblement efficace et dérangeant par les critiques.
John Coffey est condamné à mort à tort : pour avoir été trouvé sur les lieux du crime, tenant dans ses bras le corps sans vie des deux fillettes (violées et assassinées), alors qu'il tentait en réalité de leur porter secours.

### Impact du film
Le film La Ligne verte a eu un impact sur la peine de mort et le racisme. Il expose de manière poignante le racisme institutionnalisé et les préjugés de l'époque dénonçant les injustices et les inégalités qui persistent encore dans la société actuelle.  
Le personnage John Coffey, Afro-Américain et condamné à mort sans preuve pour le meurtre de deux jeunes filles blanches. « Voilà donc la pierre centrale du film qui est une dénonciation du racisme et de la peine de mort. »
Sa condamnation à mort et le traitement qu'il subit en prison soulignent les injustices liées au racisme. Ce film a eu un impact profond en éveillant les consciences sur les questions du racisme et de la peine de mort.
La performance remarquable de Michael Clarke Duncan en tant que John Coffey apporte une humanité à ce personnage, suscitant la sympathie du public et remettant en question les stéréotypes raciaux. « Mais cela n’aura pas empêché l’interprète de « John Coffey » Michael Clarke Ducan de subir des actes racistes après sa mort. »
L’art et en particulier le cinéma s’attache à dénoncer l’horreur de la peine capitale « Ainsi voit-on que les artistes se sont engagés depuis des siècles dans la dénonciation de la peine de mort ». La Ligne verte invite le spectateur à remettre en question la moralité de la condamnation à mort. L'histoire met en lumière les failles du système judiciaire et souligne les conséquences tragiques de la précipitation dans le jugement.
La Ligne verte transcende son statut de simple divertissement pour devenir un catalyseur de réflexion sociale. Il a laissé une empreinte indélébile dans le monde du cinéma en contribuant au dialogue sur la discrimination raciale et la justice, faisant de lui bien plus qu'un film, mais une œuvre qui continue d'influencer les esprits et les cœurs des spectateurs

## Erreurs
- Le scénario présente un anachronisme : à l'époque où se déroule l'action (les années 1930), la Louisiane exécutait encore ses condamnés à mort par pendaison, la chaise électrique n'ayant été adoptée qu'en 1941 (voir l'article : Peine de mort en Louisiane).
- Une autre incohérence apparait lorsque William Wharton retire la ceinture de sa taille, dans sa cellule : ce type d'accessoire est en principe confisqué lors de l'emprisonnement.

### Faux raccords
- Lorsque Harry et Howie sont assis au bureau central, avec Percy debout sur la gauche de l'image, Mister Jingle s'avance puis s'arrête juste devant le bureau pile sous le reflet du ciel. Par la suite, les deux mêmes gardiens tentent d'attirer la souris en lui lançant des morceaux de nourriture et celle-ci s'avance encore. Au moment où Percy tente de la tuer en jetant sa matraque, Mister Jingle apparaît exactement placé au milieu du reflet.
- Lorsque Wharton crache sur Brutus tout le chocolat qu'il a mâché, le gardien se retrouve défiguré et son épaulette droite est elle-aussi salie. Peu après, au moment d'enfermer Wharton dans la cellule capitonnée, Brutus a toujours la figure sale mais son épaulette apparaît bien propre.
- Dans la scène de l'exécution d'Edouard Delacroix, Percy ordonne de lancer la phase no 1 et l'électricien d'État fait allumer toutes les ampoules. Or celles-ci apparaissent déjà allumées quelques plans auparavant.
- Lorsqu'Edgecomb et ses collègues arrivent à la maison du directeur en camionnette, transportant Coffey, la caméra effectue un petit travelling pour se resserrer sur les acteurs. En chemin, on peut apercevoir des techniciens du tournage dans le reflet des vitres du véhicule.
- Lorsque John Coffey pénètre dans la chambre de Melinda, cette dernière apparaît couchée dans son lit avec la nuisette relevée et le drap recouvrant en partie sa jambe gauche. Au changement de plan, la nuisette est bien ajustée et le drap ne couvre plus la jambe gauche.
- Lorsque les gardiens viennent chercher John Coffey pour son exécution, celui-ci est assis sur son lit puis se lève. En se mettant debout, un mouvement de jambe de Michael Clarke Duncan indique clairement que l'acteur monte sur une estrade pour paraître plus imposant face aux autres acteurs.